# Härvans Hemfärg

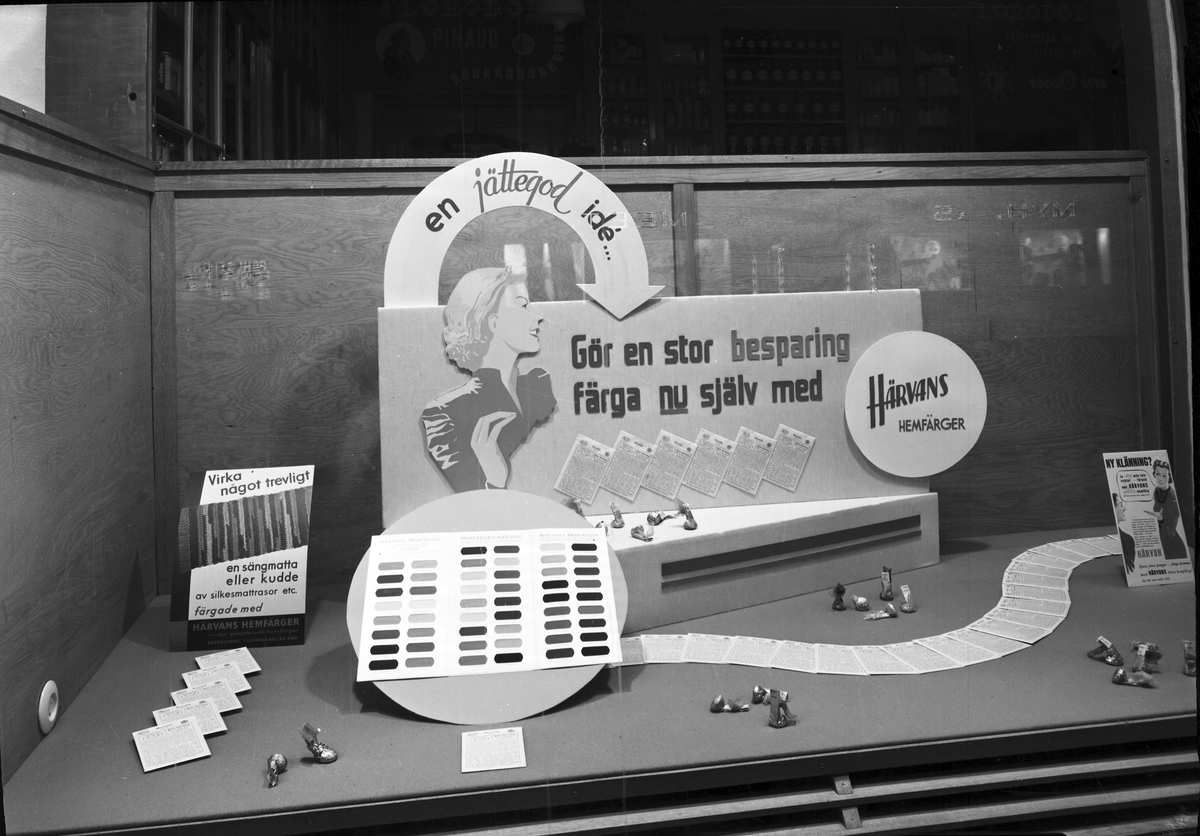
Skyltning av Härvans hemfärg.

Härvans hemfärg lanserades av Herdins färgverk i Falun 1912. Man hade tidigare sålt färg, tillverkad i färgverket, till kunder som besökte företagets garnbod i Falun. Med en bra förpackning, en lättfattlig bruksanvisning, ett bra namn och intensiv marknadsföring blev produkten en succé i hela Sverige. Härvans hemfärg slutade tillverkas under 1960-talet men Herdins tillverkar fortfarande produkter för textilfärgning.